# Nematalosa come
Nematalosa come är en fiskart som först beskrevs av Richardson, 1846.  Nematalosa come ingår i släktet Nematalosa och familjen sillfiskar. Inga underarter finns listade i Catalogue of Life.